# Jeff Chandler (acteur)
Pour les articles homonymes, voir Jeff Chandler et Chandler.
 (décembre 2012).
Si vous disposez d'ouvrages ou d'articles de référence ou si vous connaissez des sites web de qualité traitant du thème abordé ici, merci de compléter l'article en donnant les références utiles à sa vérifiabilité et en les liant à la section « Notes et références ».
Jeff Chandler, de son vrai nom Ira Grossel,  est un acteur américain né le 15 décembre 1918 à Brooklyn (New York)  et mort le 17 juin 1961 à Los Angeles.

## Biographie
D'imposante stature (1,91 m), fils de commerçants, Jeff Chandler effectue ses études secondaires à Brooklyn. Par la suite il suit des cours d'art dramatique durant deux ans. 
Au début des années 1950, Jeff Chandler est très actif à la radio et dans les comédies. En contrat avec les studios Universal, il obtient une nomination pour l'Oscar du meilleur second rôle masculin pour son interprétation de Cochise dans La Flèche brisée lors de la 23e cérémonie. Par la suite, voué aux rôles de chefs indiens, il incarnera notamment à plusieurs reprises Cochise - Au mépris des lois, Taza, fils de Cochise.
Il meurt en 1961 à 42 ans d'une septicémie foudroyante à la suite d'une interventionpour une hernie discale (oubli d'un bistouri par le chirurgien), peu après le tournage du film Les maraudeurs attaquent.
Jeff Chandler épouse en 1946 Marjorie Hoshelle. Le couple a deux enfants.

## Filmographie

### Au cinéma

#### Années 1940
- 1945 : Frisson d'amour (Thrill of a Romance) de Richard Thorpe : un chanteur
- 1947 : L'Heure du crime (Johnny O'Clock) de Robert Rossen
- 1947 : The Invisible Wall d'Eugene Forde : Al Conway
- 1947 : Roses Are Red de James Tinling : John Jones
- 1949 : Monsieur Belvédère au collège (Mr. Belvedere Goes to College) de Elliott Nugent : un officier
- 1949 : La Bataille des sables (Sword in the Desert) de George Sherman : Asvan Kurta
- 1949 : Abandoned de Joseph M. Newman : le chef MacRae

#### Années 1950
- 1950 : La Flèche brisée (Broken Arrow) de Delmer Daves : Cochise
- 1950 : Le Déporté (Deported) de Robert Siodmak : Vic Smith
- 1950 : L'Aigle du désert (The Desert Hawk) de Frederick de Cordova : le narrateur
- 1950 : Les Rebelles de Fort Thorn (Two flags west) de Robert Wise : le major Henry Kenniston
- 1951 : L'Oiseau de Paradis (Bird of Paradise) de Delmer Daves : Tenga
- 1951 : Les Pirates de Macao (Smuggler's Island) d'Edward Ludwig : Steve Kent
- 1951 : Iron Man de Joseph Pevney : Coke Mason
- 1951 : Les Frères Barberousse (Flame of Araby) de Charles Lamont : Tamerlane
- 1952 : Le Fils d'Ali Baba (Son of Ali Baba) de George Marshall : Le narrateur
- 1952 : Les Boucaniers de la Jamaïque (Yankee Buccaneer) de Frederick De Cordova : David Porter
- 1952 : Sans ton amour (Because of You) de Joseph Pevney : Steve Kimberly
- 1952 : Les Conducteurs du diable (Red Ball Express) de Budd Boetticher : le lieutenant Chick Campbell
- 1952 : Au mépris des lois (Battle at Apache Pass) de George Sherman : Cochise
- 1953 : L'aventure est à l'ouest (The Great Sioux Uprising) de Lloyd Bacon : Jonathan Westgate
- 1953 : À l'est de Sumatra (East of Sumatra) de Budd Boetticher : Duke Mullane
- 1953 : À l'assaut du Fort Clark (War arrow) de George Sherman : le major Howell Brady
- 1954 : Taza, fils de Cochise (Taza, son of Cochise) de Douglas Sirk : Cochise
- 1954 : Yankee Pasha de Joseph Pevney : Jason Starbuck
- 1954 : Le Signe du païen (Sign of the Pagan) de Douglas Sirk : Marcien
- 1955 : La Muraille d'or (Foxfire) de Joseph Pevney : Jonathan Dartland
- 1955 : La Maison sur la plage (Female on the beach) de Joseph Pevney : Drummond Hall
- 1955 : Les Forbans (The Spoilers) de Jesse Hibbs : Roy Glennister
- 1956 : The Toy Tiger de Jerry Hopper : Rick Todd
- 1956 : Brisants humains (Away All Boats) de Joseph Pevney : le capitaine Jebediah S. Hawks
- 1956 : Les Piliers du ciel (Pillars of the Sky) de George Marshall : Premier Sergent Emmett Bell
- 1957 : La pays de la haine (Drango) de Hall Bartlett et Jules Bricken : le major Clint Drango
- 1957 : La Robe déchirée (The Tattered Dress) de Jack Arnold  : James Gordon Blane
- 1957 : Un seul amour (Jeanne Eagels) de George Sidney : Sal Satori
- 1957 : Le Salaire du diable (Man in the Shadow) de Jack Arnold : Ben Sadler
- 1958 : Orage au paradis (Raw Wind in Eden), de Richard Wilson : Mark Moore/Scott Moorehouse
- 1959 : Un étranger sur les bras (A Stranger in My Arms ) de Helmut Käutner : Mike Dandridge
- 1959 : Caravane vers le soleil (Thunder in the Sun) de Russell Rouse : Lon Bennett
- 1959 : Tout près de Satan (Ten seconds to hell) de Robert Aldrich : Karl Wirtz
- 1959 : Violence au Kansas (The Jayhawkers!) de Melvin Frank : Luke Darcy

#### Années 1960
- 1960 : La rançon de la peur (The Plunderers) de Joseph Pevney : Sam Christy
- 1961 : Les lauriers sont coupés (Return to Peyton Place) de José Ferrer : Lewis Jackman
- 1961 : Les maraudeurs attaquent (Merrill's Marauders) de Samuel Fuller : Frank D. Merrill

## Voix françaises
- René Arrieu dans :
  - Les Boucaniers de la Jamaïque
  - Les Conducteurs du diable
  - À l'est de Sumatra
  - L'aventure est à l'ouest
  - À l'assaut du Fort Clark
  - Taza, fils de Cochise
  - Le Signe du païen
  - Les Forbans
  - La Muraille d'or
  - La Maison sur la plage
  - Brisants humains
  - Les Piliers du ciel
  - Le Salaire du diable
  - Violence au Kansas
  - Caravane vers le soleil

- Jacques Beauchey dans :
  - La Flèche brisée
  - Au mépris des lois

et aussi :
- Roger Tréville dans Tout près de Satan
- André Valmy dans Les lauriers sont coupés
- Michel Gatineau dans La Rançon de la peur
- Claude Bertrand dans Les maraudeurs attaquent